# アグネス・フォン・ブラウンシュヴァイク
アグネス・フォン・ブラウンシュヴァイク（ドイツ語：Agnes von Braunschweig, 1201年 - 1267年）は、ライン宮中伯ハインリヒ5世とその最初の妃アグネス・フォン・ホーエンシュタウフェン（ライン宮中伯コンラートの娘）の間の娘。ヴィッテルスバッハ家のバイエルン公オットー2世の妃。

## 生涯
アグネスはライン宮中伯ハインリヒ5世の3人の子女のうちの末子である。父の2番目の妃アグネスはヴェッティン家の下ラウジッツ辺境伯コンラート2世の娘であった。アグネスの姉イルメンガルトはバーデン＝バーデン辺境伯ヘルマン5世と結婚し、兄はライン宮中伯ハインリヒ6世である。
アグネスは1222年に後にバイエルン公となるオットー2世と結婚した。この結婚によりヴィッテルスバッハ家はライン宮中伯領を継承し、1918年まで同家が保持した。また、この時からバイエルンとライン宮中伯の紋章に獅子が加わった。
1231年にオットー2世の父ルートヴィヒ1世が死去し、夫オットー2世がバイエルン公位を継承し、アグネスはバイエルン公妃となった。
オットー2世は皇帝フリードリヒ2世との対立が終わった後、1241年にホーエンシュタウフェン家の陣営に入った。娘エリーザベトはフリードリヒ2世の息子コンラート4世と結婚したが、このためにオットー2世は教皇より破門された。
オットーは1253年11月29日に死去し、アグネスはその14年後の1267年に死去した。アグネスは夫と同じくシェイエルン修道院に埋葬された。

## 子女
アグネスとオットー2世は31年間の結婚生活で、5人の子女をもうけた。
- エリーザベト（1227年 - 1273年） - 1246年にローマ王コンラート4世と結婚、1259年にチロル伯兼ケルンテン公マインハルトと再婚。
- ルートヴィヒ2世（1229年 - 1294年） - 上バイエルン公、ライン宮中伯。
- ハインリヒ13世（1235年 - 1290年） - 下バイエルン公
- ゾフィー（1236年 - 1289年） - 1258年にズルツバッハ＝ヒルシュベルク伯ゲプハルト4世と結婚。
- アグネス（1240年 - 1306年） - 修道女